# Frihetsgrad
I fysik och kemi används begreppet frihetsgrad för att beskriva hur många oberoende variabler som behövs för att entydigt ange läget för ett system. De kan beskrivas med generaliserade koordinater.

## Mekanik
För en fritt rörlig partikel (punktmassa) behövs tre koordinater, en för varje rumsdimension den kan röra sig i. Partikeln sägs då ha tre frihetsgrader. Denna typ av frihetsgrader kallas translationsfrihetsgrader. För att beskriva ett system med N punktmassor behövs i allmänhet 3N koordinater och ett sådant system har därför 3N frihetsgrader. Dock kan det finnas randvillkor som gör att alla koordinater inte är oberoende. Varje sådan holonom ekvation minskar antalet frihetsgrader med ett.
En kropp med utbredning i rummet har dessutom rotationsfrihetsgrader. Om kroppen är stel och fritt rörlig behövs det sex variabler, ofta benämnda generaliserade koordinater, för att beskriva dess position – tre för translation och tre för rotation. Om kroppen är utsatt för tvång, det vill säga förhindrad att röra sig i något avseende, reduceras antalet frihetsgrader och därmed också det antal variabler som behövs för att entydigt ange dess läge i rummet. För en deformerbar kropp tillkommer interna frihetsgrader.
Exempel med sex frihetsgrader för en stel kropp: Antag att en skruv ska lossas med en skruvmejsel. Då måste mejseln förflyttas i x-, y- och z-led för att komma intill skruven. Dessutom måste mejseln ändra riktning horisontellt och vertikalt för att komma i linje med skruven. Slutligen måste mejseln vridas runt tills den kan hitta ner i skruvhuvudets spår. I allmänhet behövs alla sex rörelsesätten, och då kan ett av dem inte ersättas med mer rörelse i de andra fem.
Exempel med tvång: En stege som står lutad mot en vägg är förhindrad att förflyttas godtyckligt, så länge den är i kontakt med golv och vägg. Den har två frihetsgrader; den kan förskjutas i sidled längs väggen (translation), och dess lutning kan ändras (rotation).

## Kemometri
Inom kemometrin är den generella formeln för beräkning av antalet frihetsgrader D = N - P - R, (frihetsgrader = antalet försök - antalet parametrar - antalet replikat)

## Molekyler

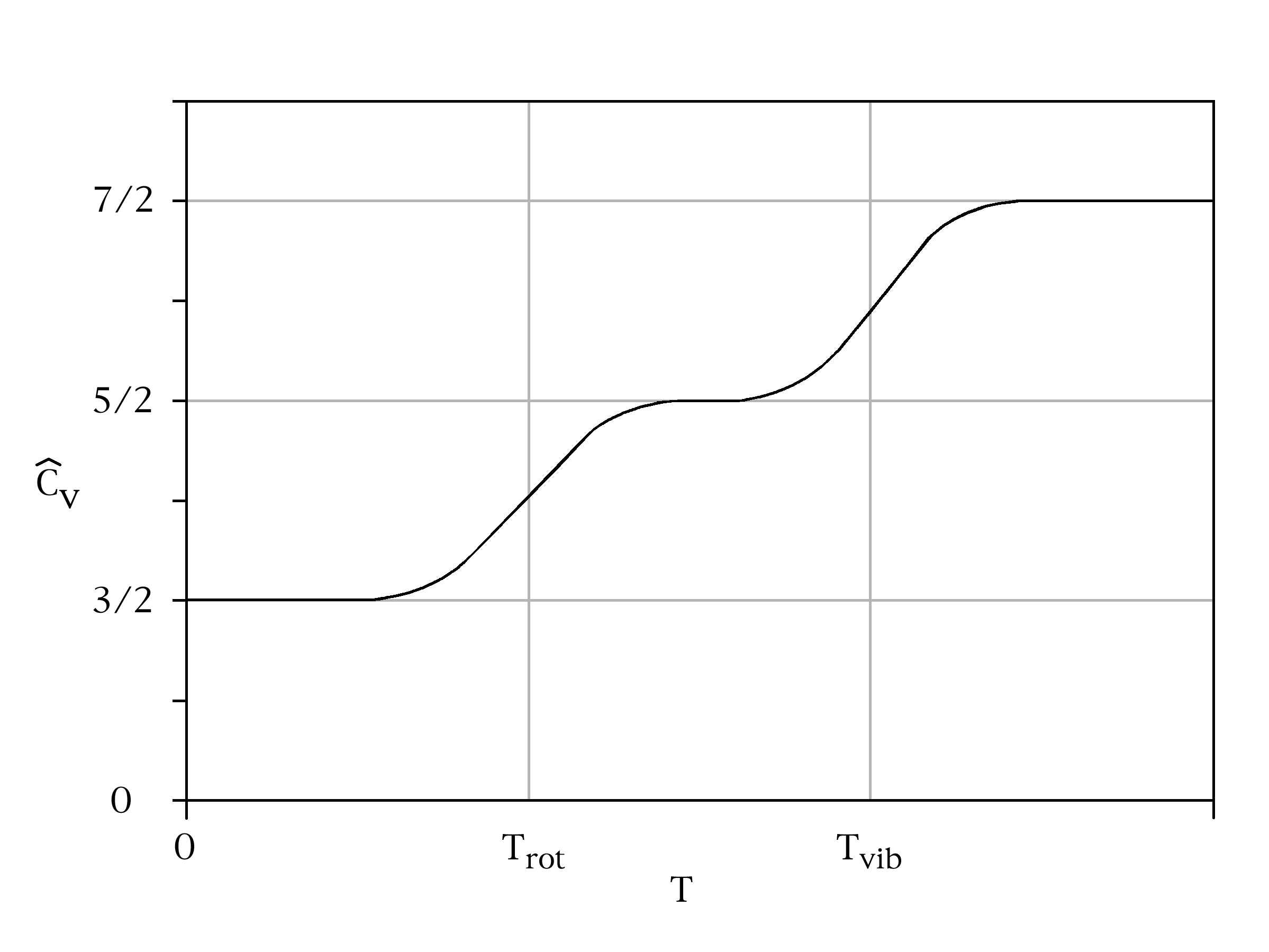
Dimensionslös specifik värme av en diatomär gas som funktion av temperatur. Under T_{vib} är den interna vibrationsfrihetsgraden fryst och beter molekylen sig som en stel rotor. Under T_{rot} är även de två rotationsfrihetsgraderna frysta.

För en molekyl med två partiklar, exempelvis en vätgasmolekyl, finns sex frihetsgrader. Man kan dela in dessa som tre translationsfrihetsgrader, två rotationsfrihetsgrader och en vibrationsfrihetsgrad. Om avståndet mellan atomerna är helt konstant, betyder det ett holonomt villkor som minskar antalet frihetsgrader till fem. 
Enligt den klassiska termodynamikens ekvipartitionsprincip gäller att varje frihetsgrad bidrar till en molekyls kinetiska energi med kT/2, d.v.s. halva temperaturen multiplicerad med Boltzmanns konstant. Interna frihetsgrader bidrar dessutom med kT/2 i potentiell energi. En tvåatomig molekyl ska alltså ha 7/2 kT i termisk energi. Kvantfysiken ger dock att energin i vibrations- och rotationsfrihetsgrader är kvantiserad. Det gör att det effektiva antalet frihetsgrader som bestämmer värmekapacitivitet av ett system beror på temperatur. När temperaturen sjunker, går värmekapaciteten mot noll. Då är det ofta materialets magnetiska egenskaper (frihetsgrader från spinn) som bidrar till värmekapaciteten och man kan bortse från vibrationella frihetsgrader. Frihetsgrader som inte inverkar kallas frysta frihetsgrader.